# Midgarth
Midgarth, conosciuta anche come Holm of Midgarth e Linga Holm (dal norreno Lyngholm), è una piccola isola disabitata nell'arcipelago delle Orcadi, in Scozia. È situata 700 metri a ovest di Stronsay.

## Storia
Come molte altre isole dell'arcipelago, Midgarth presenta tracce archeologiche di stanziamenti umani che risalgono a epoche preistoriche, fra le più rilevanti si citano alcune abitazioni dei Pitti.
Attualmente l'isola non è abitata, gli ultimi documenti riguardo a persone residenti su Midgarth risalgono al 1841.

## Fauna
Midgarth è considerata il terzo più grande luogo di accoppiamento per le foche grigie nel mondo, ed è anche un importante sito di nidificazione per le oche selvatiche.